# 辽事通

辽事通的logo（2022年）

辽事通是由中華人民共和國辽宁省营商局和辽宁省大数据管理中心共同推出的政务类服务软件。

## 开发背景
为了实现“省、市、县、乡、村”五级联通、高频政务服务事项线上办理，辽宁省政府委托辽宁省营商局（省大数据局）、辽宁省大数据管理中心开发这一软件，于2019年10月18日上线并投入使用。2020年2月27日，遼事通在爆發新冠肺炎疫情後上线抗疫主题板块，並於同年3月27日開通健康码功能。後在iOS、Android、微信小程序、QQ小程序平台上线。

## 功能
辽事通的服务范围仅在辽宁省内，但对于省外人员来辽办事的情况也适用。

### 政务

#### 线上办事
辽宁的十四个地级市均在辽事通开设城市频道。每个城市频道内部均提供公积金、医保社保、政务服务、婚姻登记、出入境、旅游、生活缴费等方面的咨询与办理窗口。
2021年4月30日开始，辽事通上线电子证照，包括居民身份证、社会保障卡、医保卡、就业创业证。电子证件与实体证件几乎同等效力。
可以实现在公积金、交通、社会保障、司法公证、金融、婚姻登记、公共资源、就业创业等方面实现线上办理，在医保、公积金、职业资格、户籍、社会救助、社会保险、交通、住房保障、优待抚恤、司法公证、税务、企业、地图、房产、招投标、车辆、档案等方面实现线上查阅，并为助企纾困、省直公积金、党建、融媒体开设专栏。

### 防疫

一张2022年5月截取的绿码，隐去了关键信息。

#### 健康码
2020年3月27日，健康码功能上线。健康码在全国各省（市、区）互认，并可以在全员核酸检测时进行扫描以更快速地完成身份核验。
健康码分类如下：
| 颜色 | 人群   | 为何变颜色                           | 持有人处理方式             |
| ---- | ------ | ------------------------------------ | -------------------------- |
| 绿   | 低风险 | 痊愈、接触隔离或14天报备健康信息正常 |                            |
| 黄   | 中风险 | 近14天接触过确诊病例或疑似病例的记录 | 应主动向社区(村)、单位报备 |
| 红   | 高风险 | 确认为疑似、密切接触者或感染者       | 接受隔离、治疗、检测等措施 |

#### 核酸检测电子证明
可以分别查询辽宁省内与全国范围内的核酸检测记录。如果72小时内的核酸检测报告无异常，则会在健康码的“绿码”字样后加注绿色的“阴性”，如果48小时内无核酸检测报告会在健康码的“绿码”字样后加注灰色的“无”。核酸检测报告全文中英双语，并加盖“辽宁省临床检验与质量控制中心”字样的印章。此证明（包括打印版本与电子版本）与核酸检测定点单位开具的化验单具有同等效力。

#### 疫苗接种凭证
接种完第一针（三针剂型为第一针、第二针）的用户的健康码会出现金色的注射器标识，接种完第二针（三针剂型为第三针）、加强针的健康码会出现金色的盾牌标志。疫苗接种凭证全文中英双语，并加盖“辽宁省疾病预防控制中心”字样的印章。此凭证（包括打印版本与电子版本）与疫苗接种点打印的疫苗接种证明具有同等效力。

## 争议
因其强制登录注册的要求、App对于硬件的要求较高、加载速度慢等问题而受用户的争论。